# Ingrid Wallberg
Ingrid Wallberg-Göthlin, född Wallberg 4 maj 1890 i Halmstad, Hallands län, död 23 januari 1965 i Örgryte församling, Göteborg, var en svensk arkitekt och företagsledare. Hon är känd för sina modernistiska bostadshus och för sitt samarbete med HSB. Hon var den första kvinnliga arkitekten att starta eget kontor i Sverige.

## Biografi

### Barndom och uppväxt
Wallberg växte upp i en förmögen familj vid Slottsmöllan i Halmstad, där familjen ägde textil- och tegelindustrierna Wallbergs Fabriks AB och Slottsmöllans tegelbruk. Hon bodde tillsammans med sina föräldrar Alfred och Lotten Wallberg och syskon i Villa Ekebo, som fadern låtit bygga. I Halmstad gick hon i flickskolan och sedan i Djursholms samskola i Djursholm.

### Giftermål och stadsplanearbeten

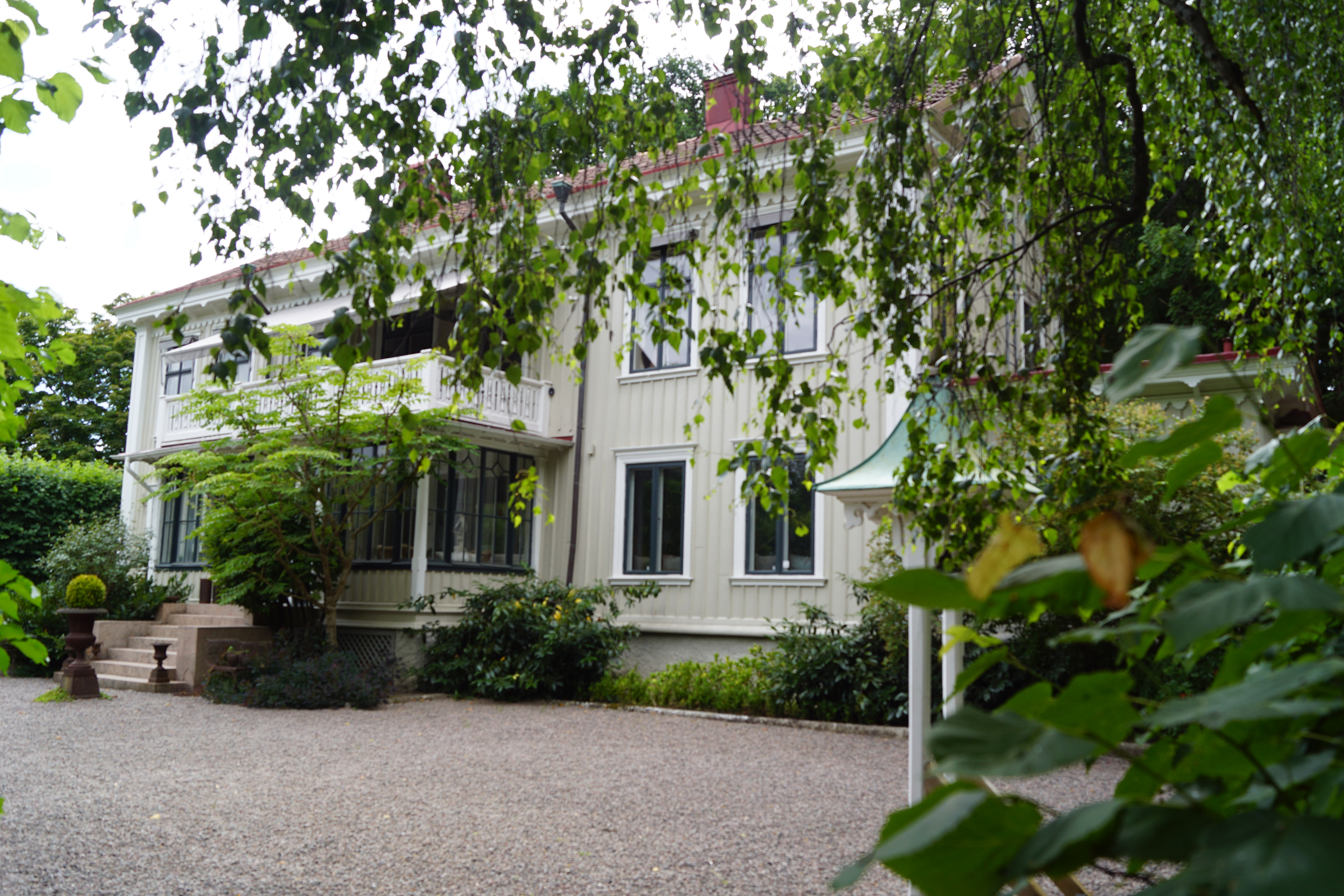
Stora Gårda herrgård i Örgryte, Göteborg där Ingrid Wallberg bodde från 1909 till sin död 1965.

Ingrid Wallberg gifte sig 1909 med arkitekten Albert Lilienberg och flyttade då till herrgården Stora Gårda i Örgryte. Lilienberg hade då arbete som förste stadsplaneingenjör i Göteborg stad och Wallberg började arbeta som hans medhjälpare. 1913 deltog paret i en stadsplaneringstävling i Chicago och kom på tredje plats. År 1917 föddes parets son Björn (1917–1934). Wallberg var länge engagerad i arbetarnas bostäder och lade tonvikten vid funktionalitet.

### Skilsmässa, arkitektutbildning och eget arkitektkontor
År 1926 skilde sig Wallberg och Lilienberg, varpå Wallberg åkte med sonen till sin ena syster i Paris. Systern Lotti Jeanneret hade då gift sig med Albert Jeanneret, bror till den schweizisk-franske modernistiska arkitekten Le Corbusier. Under 1928 hade Wallberg ett halvårs praktik på Le Corbusiers kontor, vilket gav henne mycket inspiration för senare arbeten.
I Paris träffade Wallberg också Alfred Roth, en schweizisk arkitekt, som flyttade med Wallberg tillbaka till Göteborg. Där startade de ett eget arkitektkontor, som fick namnet R&W, och inledde ett samarbete med HSB. De skapade bostadshus för HSB, men även radhus och villor. Ofta stoppades byggplanerna av konservativa grannar. Byggplaner stoppades även i Regeringsrätten. Roth flyttade tillbaka till Schweiz efter två år och lämnade Wallberg att driva arkitektkontoret i Göteborg. 
Ett exempel på Wallbergs funktionalism är ett bostadsområde i stadsdelen Bö i Örgryte i Göteborg. Det var då stadens första funktionalistiska bostadsområde (1934–1943). Wallberg drev arkitektkontoret fram till början av 40-talet.

### Familjeföretaget och fortsatt arbete som arkitekt
Hennes far Alfred Wallberg hade under många år varit verkställande direktör och styrelseledamot i familjeföretaget Wallbergs Fabriks AB i Halmstad. Fadern avled 1930 och från 1934 började Ingrid Wallberg alltmer att ägna sig åt familjens företag. Hon hade redan aktiemajoriteten och i kraft av den kände hon ett ansvar för företagets framtida utveckling. Hon blev medlem i styrelsen, så småningom dess ordförande och till sist verkställande direktör mellan åren 1955 till 1965. Under trettio års tid hade hon ett avgörande inflytande på bolagets utveckling. Hon uppfattades som en viljestark, dominerande och skicklig företagsledare. I Halmstad fortsatte hon även att arbeta som arkitekt.
Ingrid Wallberg gick aldrig i pension, men samarbetade med systerdottern Margaretas make Peter Rautenberg, en tysk flykting som arbetade med framtidsfrågor i bolaget. Eftersom sonen Björn var avliden sedan 1934 skrev hon testamente till förmån för makarna Rautenbergs son Sven, som vid undertecknandet bara var åtta år. Vid hennes död 1965 skrev rikspressen om pojkens mångmiljonarv och med tiden kom Sven också att ta över företaget.
Wallbergs gravsten vid Örgryte gamla kyrka skuggas av en rhododendron med ett konstfullt mönster av kalkflisor nedanför. Här vilar även sonen Björn och andra maken, läkaren Gösta Göthlin (1877–1966). Gravplatsen är ritad av Ingrid Wallberg.

## Gata uppkallad efter Ingrid Wallberg

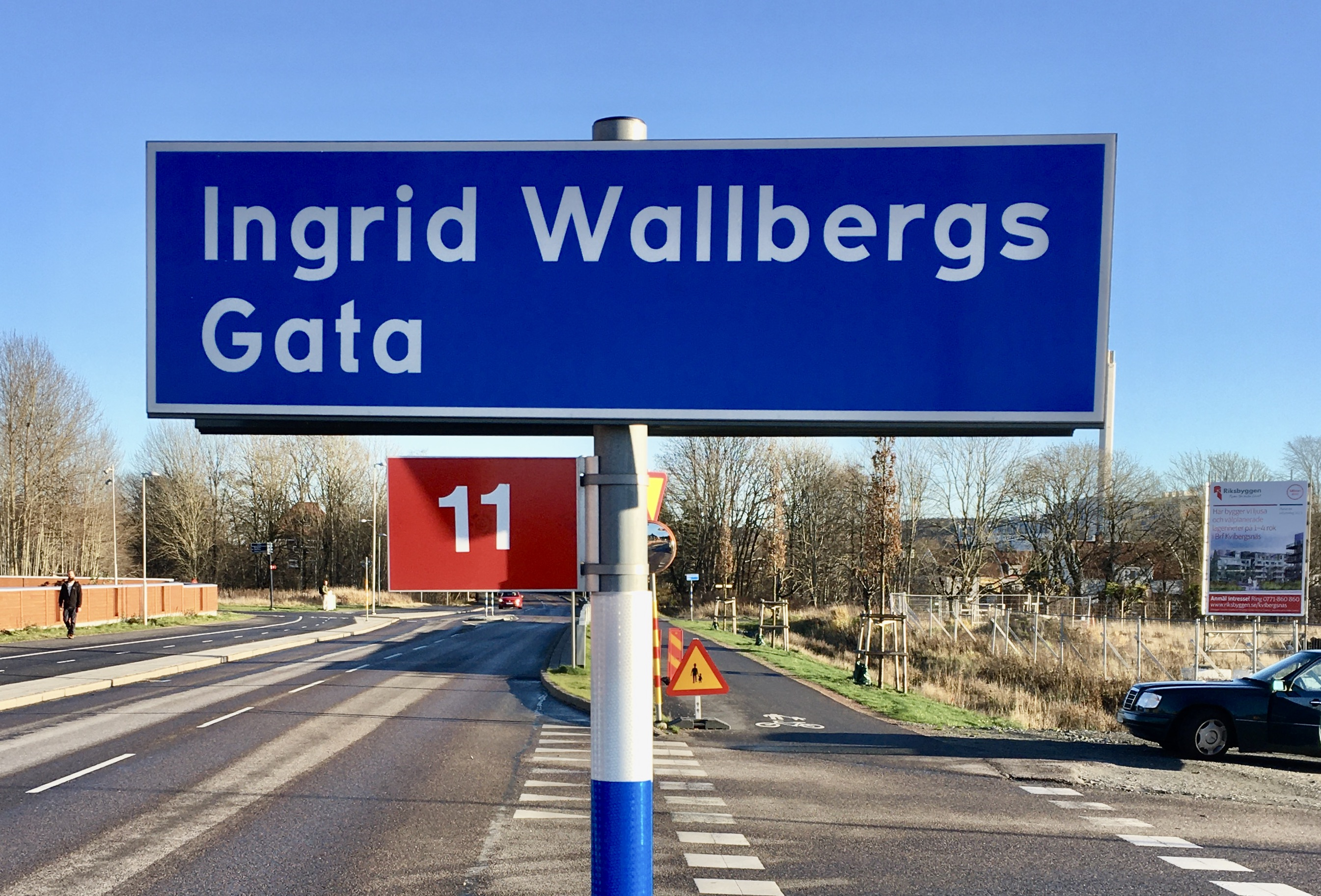
Ingrid Wallbergs Gata i Kviberg.

På förslag av Namnberedningen är en tvärgata till Utbyvägen i stadsdelen Kviberg i nordöstra delen av Göteborg uppkallad efter Wallberg till Ingrid Wallbergs Gata. Förslaget fastställdes av Kulturnämnden i Göteborg den 16 februari 2016.
Även i Halmstad har det kommit förslag om att döpa en gata efter Ingrid Wallberg.

## Verk i urval
- Övervåning på herrgården Stora Gårda, Örgryte i Göteborg (1928)
- Villor, radhus och hyreshus exempelvis: Bostadshus för HSB, Sofiagatan 48–56, Bagaregården i Göteborg, (1929–1930 tillsammans med Alfred Roth)
- Skräddarmästare Simonssons fritidshus i Onsala, Kungsbacka (1930)
- Landshövdingehus, Fjällgatan 3–9, Olivedal i Göteborg (1930–1935).[16]
- Radhus, Bångejordsgatan 1–15, 2–16, Bö (1934–1935)[17]
- Villa i Örgryte (1935)
- Radhus, flerfamiljshus, Daltorpsgatan 15–29, 16–28, Bö, Göteborg (1937–1938)
- Tvåfamiljshus, Lillkullegatan 6B-12, Bö, Göteborg (1937–1938)
- Radhus, Brödragatan 18, 28–36, 48–64, Bö, Örgryte i Göteborg (1937–1943)[18]
- Radhus, Silvandersgatan 19–37, Bö, Göteborg (1938–1939)
- Villor, Thorild Wulffsgatan, Änggården i Göteborg (1938).[19]
- Bostadshus i Halmstad, bland annat radhus vid Idrottsgatan, Smedsängsgatan, Skånegatan och Gymnasiegatan samt kraftverket vid Slottsmöllan.[20]

## Bilder

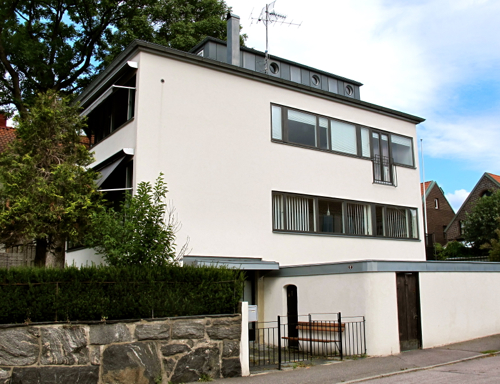
Villa på Prytzgatan i Örgryte av Ingrid Wallberg och Alfred Roth, R&W.
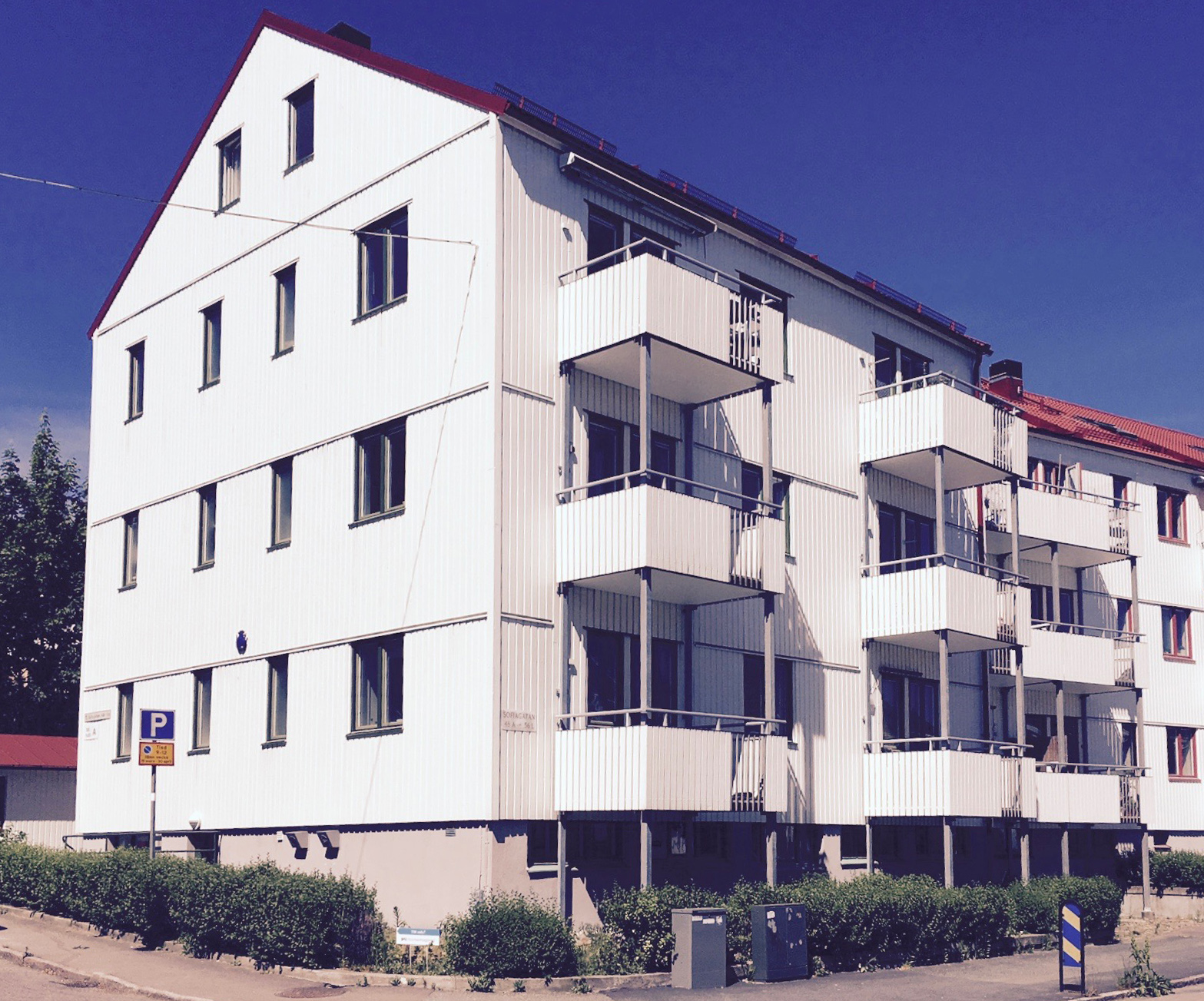
Sofiagatan 48 A för HSB i kvarteret Helagsfjället i Strömmensberg, Göteborg, R&W (1929–1930).
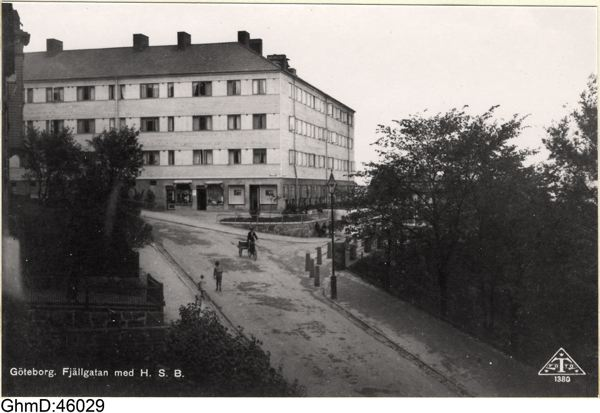
Landshövdingehus på Fjällgatan 3-5 för HSB, kvarteret Nybygget i Olivedal, R&W (1930).
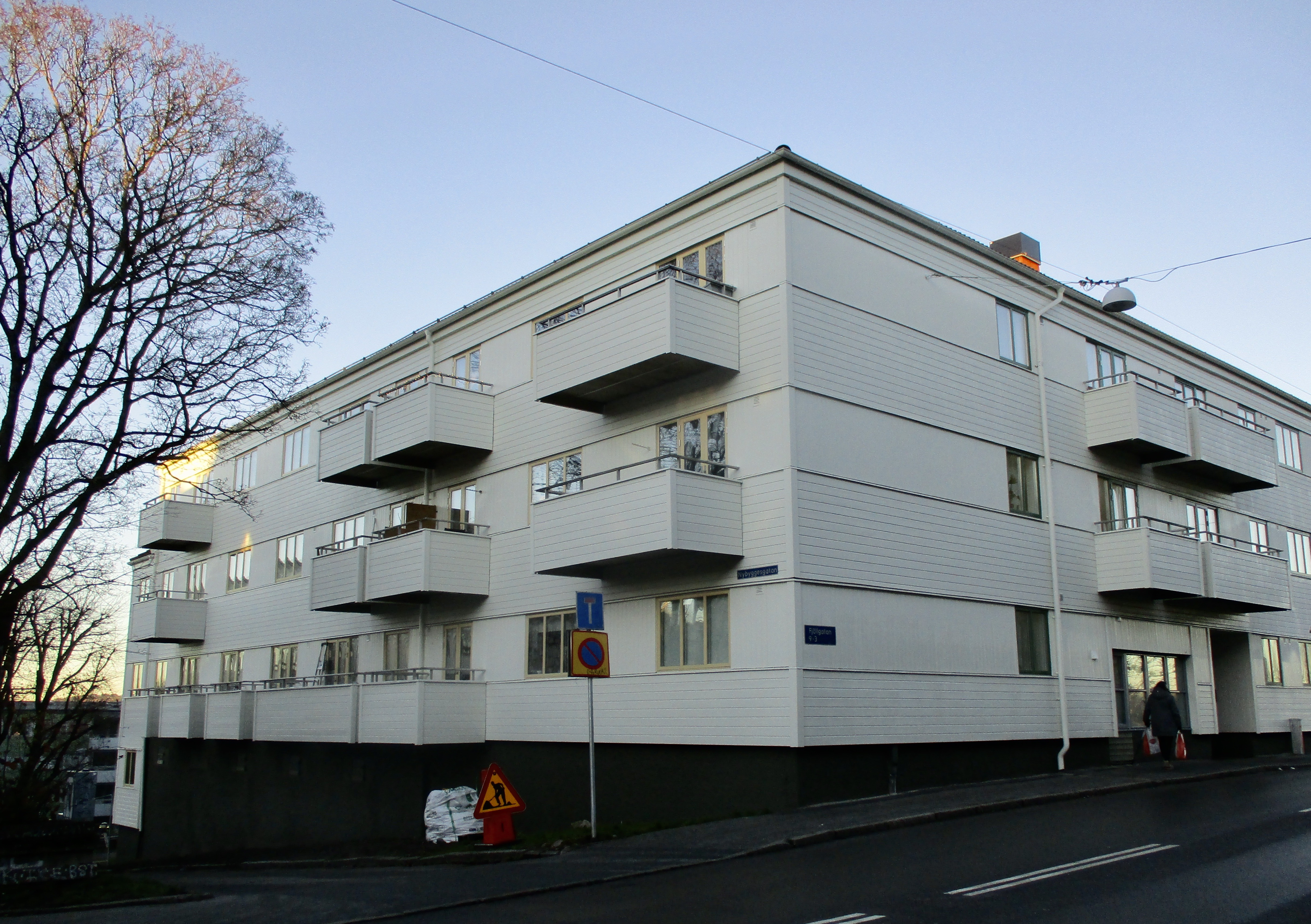
Landshövdingehus på Fjällgatan 7-9 för HSB, kvarteret Nybygget i Olivedal (1935).
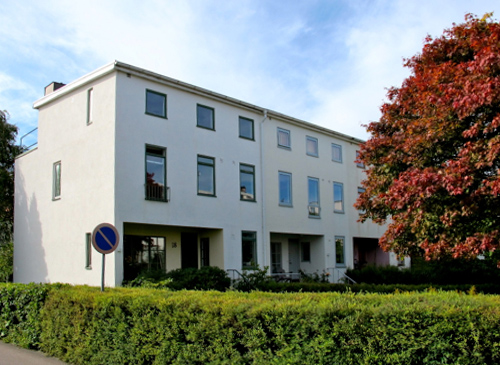
Radhus på Brödragatan i Örgryte (1937–1943).
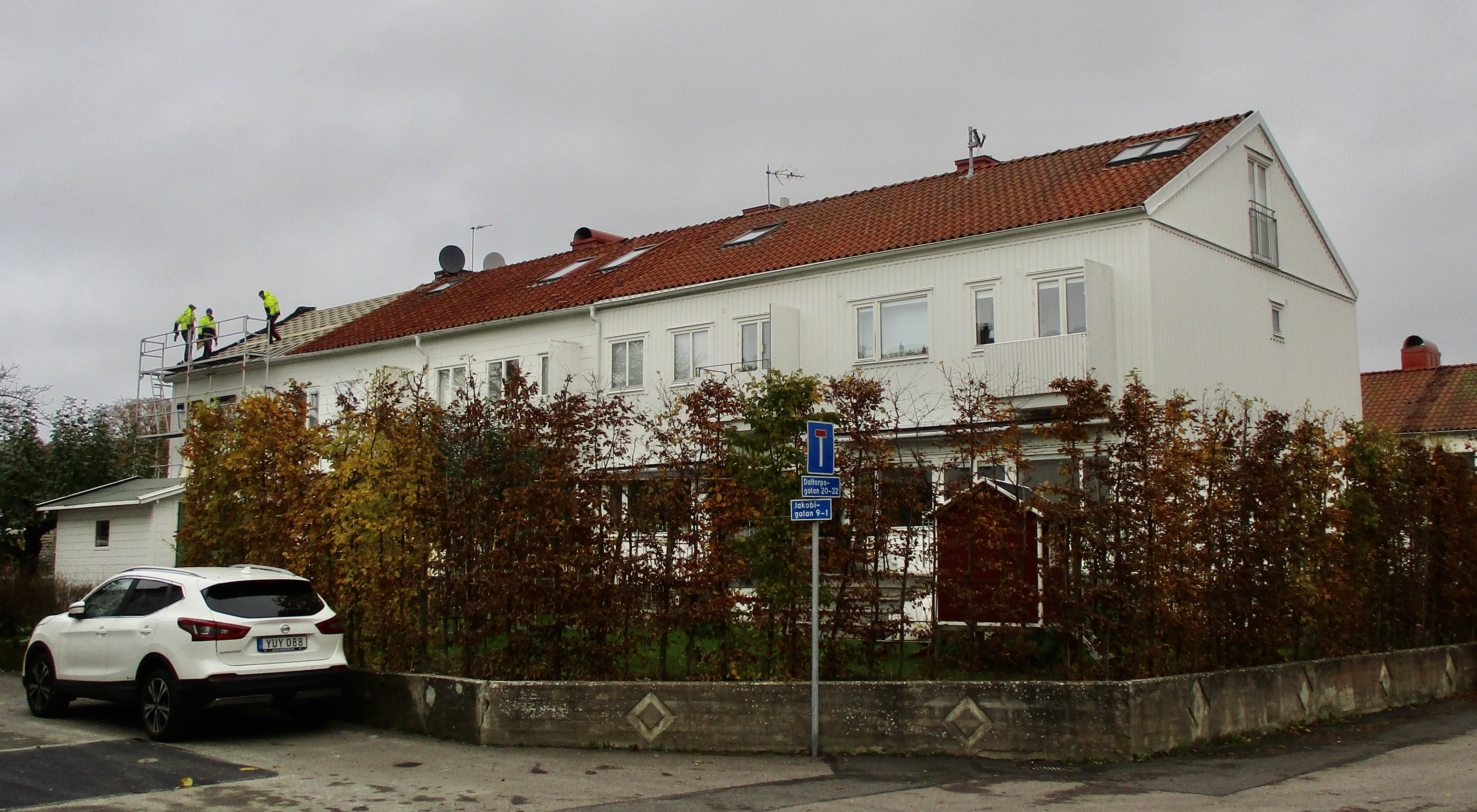
Radhus på Daltorpsgatan 20 i Örgryte (1938).
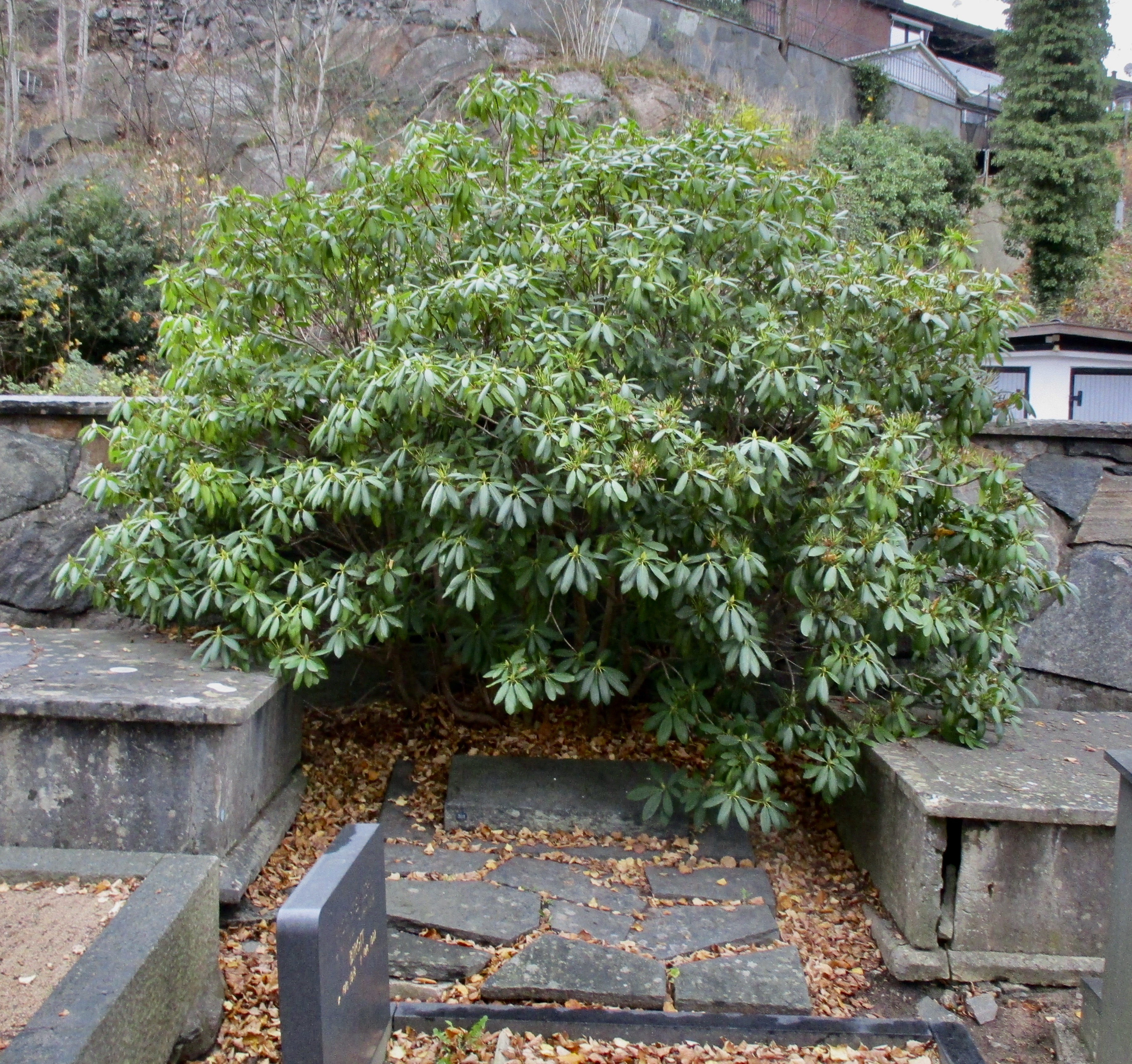
Wallberg-Göthlins grav på Örgryte gamla kyrkogård.